# Sistel
Sistel - Sistemi Elettronici S.p.A. era una azienda italiana che operava nel settore della progettazione e realizzazione di sistemi missilistici.
Venne definita, nel 1982, come unica azienda italiana in possesso delle conoscenze necessarie per lo studio e la sperimentazione di sistemi d'arma missilistici.

## Storia
Sistemi Elettronici viene fondata nel 1967 da Montecatini Edison (35%), Fiat (20%), Contraves Italiana (20%, gruppo Oerlikon), Finmeccanica (20%) e SNIA (5%). Nel 1969 rileva la Divisione Missilistica di Contraves Italiana e dunque il sistema missilistico antinave Nettuno Mk-1 che quest'ultima stava costruendo per la Marina Militare Italiana e che Sistel utilizzerà per la progettazione e la realizzazione del missile Vulcano Sea Killer Mk-2. Entrambi i missili erano progettati per essere lanciati da navi: gli Mk-2 furono utilizzati dalla Marina Militare Iraniana nella Guerra del Golfo.
I successivi sviluppi del missile MK2 furono orientati al suo impiego come arma in dotazione agli elicotteri della Marina Militare con finalità antinave. Il progetto assunse il nome di Marte. Il nuovo missile interessò la Marina Militare Italiana, che nei primi anni '80 lo omologò per l'impiego sugli elicotteri imbarcati classe AB 212 ed SH 3D in funzione antinave.
Gli acquirenti dei missili Sea Killer sono stati Italia, Iran, Venezuela, Libia e Perù.
Da Contraves, ereditò anche il progetto Indigo, sistema missilistico contaereo che però fu abbandonato nel 1980.
Con Aeritalia, SNIA e Selenia, Sistel prese anche parte al progetto relativo al Missile Alfa, da molti ritenuto il tentativo italiano di realizzare un missile nucleare, occupandosi dello sviluppo dell'elettronica di bordo.
Negli anni ottanta l'accantonamento del Progetto MEI, relativo allo sviluppo di sistemi di difesa aerea a bassa quota, ha comportato per la società l'insorgenza di gravi problemi economici tanto da richiedere il salvataggio ad opera di Selenia (IRI), OTO Melara e Breda (Efim), azionisti con il 90% e Contraves, socia al 10%.
Fu liquidata nel 1992 e parte del personale fu assorbito dalla OTO Melara e dalla Selenia.

## Numeri
Nel 1986 fatturava 17 miliardi di lire con utili per 46 milioni.
Aveva 180 dipendenti nel 1989, locati nello stabilimento a Roma in via Tiburtina.